# Schloßhalde-Mannsteighalde
Das Naturschutzgebiet Schloßhalde-Mannsteighalde liegt auf dem Gebiet der Gemeinde Wehingen im Landkreis Tuttlingen in Baden-Württemberg.
Das Gebiet erstreckt sich nordwestlich und nördlich von Harras, einem Ortsteil von Wehingen. Westlich des Gebietes fließt der Stebbach und verläuft die Landesstraße L 435, östlich fließt der Harresbach und verläuft die Kreisstraße K 5906, südlich fließt die Untere Bära und verläuft die L 433.

## Bedeutung
Das 55,8 ha große Gebiet steht seit dem 31. Oktober 2000 unter der Kenn-Nummer 3.257 unter Naturschutz.